# Ejido Bolaños
Ejido Bolaños är en ort i Mexiko.   Den ligger i kommunen Querétaro och delstaten Querétaro Arteaga, i den centrala delen av landet, 180 km nordväst om huvudstaden Mexico City. Ejido Bolaños ligger 1 965 meter över havet och antalet invånare är 346.
Terrängen runt Ejido Bolaños är kuperad norrut, men söderut är den platt. Runt Ejido Bolaños är det tätbefolkat, med 849 invånare per kvadratkilometer. Närmaste större samhälle är Santiago de Querétaro, 5,3 km sydväst om Ejido Bolaños. Runt Ejido Bolaños är det i huvudsak tätbebyggt.